# Pradère-les-Bourguets
Pradère-les-Bourguets foi uma comuna francesa na região administrativa de Occitânia, no departamento de Alta Garona. Estende-se por uma área de 4,89 km². Em 2010 a comuna tinha 224 habitantes (densidade: 45,8 hab./km²). Em 1 de janeiro de 2018, foi incorporada à nova comuna de Lasserre-Pradère.